# Biberalm (Bad Hofgastein)
Die Biberalm ist eine Alm in der Marktgemeinde Bad Hofgastein im österreichischen Bundesland Salzburg.

## Lage und Charakteristik
Die Biberalm liegt an den östlichen Hängen der Schwarzwand in der Goldberggruppe. Sie befindet sich in der Ortschaft Breitenberg und in der Katastralgemeinde Wieden. Sie ist dem Brandebengut in Breitenberg zugehörig.

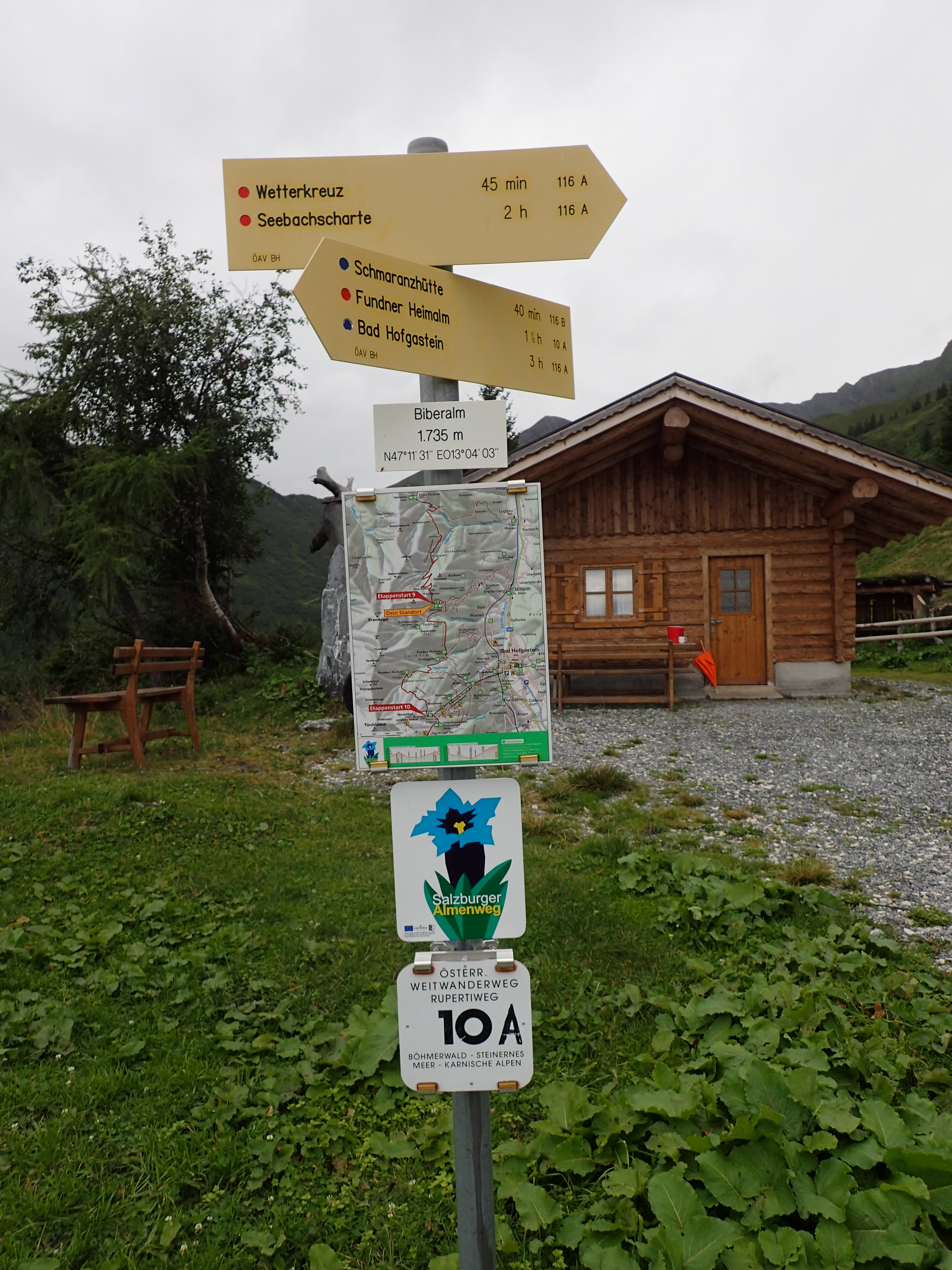
Wegweiser auf der Biberalm

Das Gelände fällt Richtung Südosten zum Wiedner Almbach ab. Über die Biberalm führen die Weitwanderwege Rupertiweg, Salzburger Almenweg und Zentralalpenweg. Außerdem endet hier eine Mountainbikestrecke, die im Ortszentrum von Bad Hofgastein beginnt. Der Weg vom Brandebengut auf die Biberalm wurde als Sepp-Poesie-Waldweg vom Bad Hofgasteiner Künstler Sepp Gruber mit Tafeln mit literarischen Texten ausgestaltet.
Eine Almhütte steht auf einer Höhe von 1734 m ü. A. Sie wird witterungsabhängig von Anfang Juni bis Mitte Oktober als Jausenstation betrieben. Auf der Alm wird im Sommer nach wie vor Vieh gehalten. Das Areal ist von einem Grünerlen-Buschwald umgeben. Östlich der Almhütte erstreckt sich die Rotwild-Ruhezone Biberalm, die von 1. November bis 31. Mai nicht betreten werden darf.

## Geschichte
Im von 1823 bis 1830 erstellten Franziszeischen Kataster ist in der Gegend der Alm eine Flur namens Wiedner Mahder mit mehreren Gebäuden verzeichnet. Die Sektion Hofgastein des Deutschen und Österreichischen Alpenvereins legte 1921 neue Sommer- und Wintermarkierungen auf dem Weg von Hofgastein über die Biberalm zur Seebachscharte an.
Die Almhütte wurde im Herbst 2002 durch einen Föhnsturm zerstört. Sie wurde im Jahr 2003 neu errichtet.